# Wybory parlamentarne na Wyspach Owczych w 2008 roku
Wybory parlamentarne na Wyspach Owczych, 2008 odbyły się 19 stycznia 2008. Udział w nich wzięło 31 112 osób na 34 835 uprawnionych do głosowania (frekwencja 89,3%). Zaskoczeniem może być zwiększenie liczby miejsc w parlamencie z 32 na 33, przez co Partia Centralna i Partia Niepodległościowa mogły dostać po jednym głosie więcej, na czym ucierpiała Partia Socjaldemokratyczna, która straciła jednego członka Løgtingu. Liczba kobiet w farerskim parlamencie wzrosła do siedmiu.
Wybory parlamentarne podobnie jak w poprzednich latach, nie wyłoniły wyraźnego zwycięzcy. Partia, która zdobyła najwięcej głosów ma ich zaledwie 23,3%. Przez taki układ liderzy partii, wchodzących w dawną koalicję mają podjąć decyzję o tym czy dojdzie do dalszej współpracy Partii Unii, Partii Demokratycznej oraz Partii Ludowej.
Niedługo przed wyborami, w roku 2007, przegłosowano nowy system elekcji. Zrezygnowano z siedmiu okręgów wyborczych i obliczono następnie liczbę mandatów metodą D’Hondta dla sumy wszystkich głosów z całego archipelagu Wysp Owczych.

## Wyniki
| Nazwa partii                                    | Lider              | Głosy  | Procent | Mandaty | +/- |
| ----------------------------------------------- | ------------------ | ------ | ------- | ------- | --- |
| Republika (Tjóðveldi)                           | Høgni Hoydal       | 7 238  | 23,3    | 8       | 0   |
| Partia Unii (Sambandsflokkurin)                 | Kaj Leo Johannesen | 6 521  | 21,0    | 7       | 0   |
| Partia Ludowa (Fólkaflokkurin)                  | Jørgen Niclasen    | 6 233  | 20,1    | 7       | 0   |
| Partia Socjaldemokratyczna (Javnaðarflokkurin)  | Jóannes Eidesgaard | 6 016  | 19,3    | 6       | -1  |
| Partia Centralna (Miðflokkurin)                 | Álvur Kirke        | 2 603  | 8,4     | 3       | +1  |
| Partia Niepodległościowa (Sjálvstýrisflokkurin) | Kári P. Højgaard   | 2 243  | 7,2     | 2       | +1  |
| Partia Studencka (Miðnámsflokkurin)             | Bergur Johannesen  | 221    | 0,7     | 0       | 0   |
| Suma (frekwencja 89,3%)                         |                    | 31 112 | 100     | 33'     | +1  |

Pogrubione partie postanowiły stworzyć koalicję większościową. Republika dostała większość ministerstw. Jednym z punktów umowy koalicyjnej jest spisanie konstytucji Wysp Owczych, która zostanie poddana referendum w 2010 roku. Niedługo jednak nowa koalicja się rozpadła, prace nad referendum wstrzymano i wrócił stary układ sił w parlamencie (koalicja SaF, JF i FF).

### Wyniki w większych miejscowościach
Wyniki wyborów w miejscowościach, które w roku 2008 miały więcej niż 1000 mieszkańców:
| Miasto                           | Region   | T     | SaF   | FF    | JF    | MF    | SF    | MmF  |
| -------------------------------- | -------- | ----- | ----- | ----- | ----- | ----- | ----- | ---- |
| Tórshavn (z Hoyvík) (15 644 os.) | Streymoy | 29,6% | 18,9% | 16,6% | 18,1% | 7,4%  | 8,1%  | 1,2% |
| Klaksvík (4 669 os.)             | Norðoyar | 17,1% | 16,2% | 28,4% | 16,5% | 14,2% | 7,4%  | 0,2% |
| Argir (1 854 os.)                | Streymoy | 25,8% | 20,1% | 17,0% | 18,0% | 8,5%  | 8,5%  | 2,1% |
| Fuglafjørður (1 516 os.)         | Eysturoy | 22,9% | 26,6% | 19,1% | 18,4% | 4,0%  | 8,4%  | 0,6% |
| Vágur (1 416 os.)                | Suðuroy  | 24,7% | 24,8% | 23,9% | 20,3% | 4,5%  | 1,4%  | 0,3% |
| Vestmanna (1 227 os.)            | Streymoy | 24,2% | 22,9% | 18,2% | 18,4% | 4,2%  | 10,8% | 1,2% |
| Tvøroyri (1 149 os.)             | Suðuroy  | 11,9% | 16,1% | 24,2% | 41,9% | 3,6%  | 2,0%  | 0,3% |
| Miðvágur (1 049 os.)             | Vágar    | 15,7% | 33,5% | 17,7% | 20,5% | 7,0%  | 5,1%  | 0,4% |